# XSplit
XSplit은 SplitmediaLabs가 개발, 유지 보수하는 라이브 스트리밍 및 비디오 믹싱 애플리케이션이다. 실시간 스트리밍과 동영상 녹화 목적을 위해 게임플레이를 캡처하기 위해 주로 사용된다. 스팀 버전은 2016년 6월 12일에 디볼버 디지털에 의해 배급되었다.

## 개요
XSplit에는 XSplit 브로드캐스터(XSplit Broadcaster), XSplit 게임캐스터(XSplit Gamecaster)라는 두 개의 제품이 있다.
XSplit 브로드캐스터는 영상 믹서 역할을 하며, 여기에서 비디오 카메라, 화면 영역, 게임 캡처, 플래시 소스와 같은 다른 소스들과 동적으로 혼합하는 중에 다양한 미디어 구성(장면) 간 전환이 가능하다. 이 소스들은 웹 상에서 실시간 배포 및 주문형 배포를 위한 방송 제작을 위해 사용된다.
한편 XSplit 게임캐스터는 턴키(turnkey) 라이브 스트리밍 및 녹화 애플리케이션이며, 최소한의 설정과 구성만으로 즉시 자신의 게임플레이에 대해 실시간 스트리밍이나 녹화를 시작하고 싶은 캐주얼 게이머들을 위해 설계되었다.

## 역사
XSplit은 SplitmediaLabs가 Hmelyoff Labs를 합병한 2009년에 시작되었다. 처음에는 화면 캡처 제품이었으며 라이브스트리밍 애플리케이션으로 변모하여 지금의 XSplit 브로드캐스터가 되었다.

### XSplit 브로드캐스터
2010년 12월, SplitmediaLabs는 XSplit가 퍼블릭 베타로 진입할 것이라고 발표하였다. 이 제품은 사용자들 간의 구전을 통해 당시 인기를 끌고 있었다. 전문 전자 스포츠 단체인 팀 리퀴드의 메시지 게시판에서 폭넓게 논의되기도 했다.
XSplit 브로드캐스터 1.0은 2012년 4월 13일 공식 출시되었으며, 이는 퍼블릭 베타 기간의 종료를 의미하였다. 이 릴리스 또한 프리미엄 프라이싱 계획을 시작하였는데 여러 엇갈린 평가를 받았다.
XSplit 브로드캐스터 버전 1.1을 출시하기 직전에 SplitmediaLabs와 AVerMedia는 공식 파트너십을 맺기에 이른다. AVerMedia가 자사의 라이브 게이머 HD C985 캡처 카드에 3개월 XSplit 라이선스를 포함시키는 것이 핵심이다.
2012년 8월에 XSplit 1.1이 출시되었다. 버그 수정, 기존 기능의 강화를 포함하였고 사용자 지불을 위한 새로운 기능들이 도입되었다.
XSplit 브로드캐스터 1.2는 2013년 1월에 공개되었다. 이 업데이트에는 성능 개선, Elgato Game Capture HD 등의 새로운 하드웨어 지원을 포함하였다.
XSplit 브로드캐스터 1.3은 2013년 11월에 출시되었다. 이 버전은 일부 사용자들이 보고한 로그인 문제를 예방하기 위한 보안 픽스들을 포함하였다. 이 밖에도 이 업데이트는 모든 사용자들을 대상으로 하는 완전한 트위치(Twitch) 플랫폼 호환성, 《배틀필드 4》, 《콜 오브 듀티: 고스트》, 《하스스톤: 워크래프트의 영웅들》 등의 게임 소스 호환성 개선, AVerMedia, Hauppauge, Elgato, Matrox 등의 강화된 캡처 카드 지원을 포함하였다.

### XSplit 게임캐스터
2013년 12월, XSplit 게임캐스터의 초기 프리뷰 버전이 대중에게 공유되었다. 2014년 1월, XSplit 게임캐스터의 프리뷰가 언론 구성원들에게 공유되었으며, 같은 해 2월에는 풀 버전이 대중에 공개되었다.
XSplit 게임캐스터는 처음에 XSplit 브로드캐스터 라이선스를 구매한 사용자들만 이용할 수 있었으나 이후에 무료 버전이 추가되었다.
MSI와 XSplit 간의 파트너십이 3월에 구축되었으며, 여기에서 새로 출시된 MSI 게이밍 하드웨어는 XSplit 게임캐스터를 미리 설치, 구성할 수 있게 하고 있다.

### XSplit V2
2014년 11월 중순에 XSplit V2가 공개 출시되었다. 이 릴리스 이전까지만 해도 사용자들은 퍼블릭 베타로 시험하고 지원 포럼을 통해 버그를 보고할 수만 있었다.
XSplit 버전 2를 의미하는 XSplit V2는 XSplit 브로드캐스터와 XSplit 게임캐스터의 주요 업데이트이다. 미적인 개선 외에 이 버전의 주요 변경사항은 과거에 유료였던 기능들이 무료화되었다는 점이다.
스크린 프리뷰 에디터(Scene Preview Editor), 익스프레스 비디오 에디터(Express Video Editor), 오디오 모니터(Audio Monitor), 웹 페이지 URL 소스(Web Page URL Source) 등의 새로운 기능들도 포함되었다.

### 인수
2016년 7월 14일, SplitmediaLabs는 토너먼트 플랫폼 Challonge과 소셜 서비스 Player.me를 인수하였다. 2016년 9월 28일에는 Strexm을 인수하였다.